# Белиз на летних Олимпийских играх 2004
Белиз принимал участие в Летних Олимпийских играх 2004 года в Афинах (Греция) в девятый раз за свою историю, но не завоевал ни одной медали. Сборная страны состояла из 2 спортсменов (1 мужчина, 1 женщина).

## Результаты соревнований

### Лёгкая атлетика
Мужчины
Беговые виды
| Соревнование           | Спортсмен    | Отборочный раунд | Отборочный раунд | Отборочный раунд | Полуфинал            | Полуфинал            | Полуфинал            | Финал                | Финал                |
| Соревнование           | Спортсмен    | Забег            | Результат        | Место            | Забег                | Результат            | Место                | Результат            | Место                |
| ---------------------- | ------------ | ---------------- | ---------------- | ---------------- | -------------------- | -------------------- | -------------------- | -------------------- | -------------------- |
| 400 метров с барьерами | Майкл Агилар | 3                | 51,21            | 7                | Завершил выступление | Завершил выступление | Завершил выступление | Завершил выступление | Завершил выступление |

Женщины
Беговые виды
| Соревнование | Спортсменка | Отборочный раунд | Отборочный раунд | Отборочный раунд | Четвертьфинал         | Четвертьфинал         | Четвертьфинал         | Полуфинал             | Полуфинал             | Полуфинал             | Финал                 | Финал                 |
| Соревнование | Спортсменка | Забег            | Результат        | Место            | Забег                 | Результат             | Место                 | Забег                 | Результат             | Место                 | Результат             | Место                 |
| ------------ | ----------- | ---------------- | ---------------- | ---------------- | --------------------- | --------------------- | --------------------- | --------------------- | --------------------- | --------------------- | --------------------- | --------------------- |
| 200 метров   | Эмма Уэйд   | 5                | 23,43            | 5                | Завершила выступление | Завершила выступление | Завершила выступление | Завершила выступление | Завершила выступление | Завершила выступление | Завершила выступление | Завершила выступление |